# Saint Vincent i Grenadyny na Letnich Igrzyskach Olimpijskich 2020
Saint Vincent i Grenadyny na Letnich Igrzyskach Olimpijskich 2020 – występ kadry sportowców reprezentujących Saint Vincent i Grenadyny na igrzyskach olimpijskich, które odbyły się w Tokio w Japonii, w dniach 23 lipca – 8 sierpnia 2021 roku.
Reprezentacja Saint Vincent i Grenadyn liczyła trzech zawodników – dwie kobiety i mężczyznę, którzy wystąpili w 2 dyscyplinach.
Był to dziewiąty start Saint Vincent i Grenadyn na letnich igrzyskach olimpijskich.

## Reprezentanci

### Lekkoatletyka
| Zawodnik         | Konkurencja          | Runda 1  | Runda 1 | Półfinał | Półfinał | Finał    | Finał   | Pozycja |
| Zawodnik         | Konkurencja          | Rezultat | Pozycja | Rezultat | Pozycja  | Rezultat | Pozycja | Pozycja |
| ---------------- | -------------------- | -------- | ------- | -------- | -------- | -------- | ------- | ------- |
| Shafiqua Maloney | Bieg na 800 m kobiet | 2:07.89  | 7.      | NQ       | NQ       | NQ       | NQ      | -       |

### Pływanie
| Zawodnik       | Konkurencja                | Eliminacje | Eliminacje | Półfinał | Półfinał | Finał | Finał   | Pozycja |
| Zawodnik       | Konkurencja                | Czas       | Miejsce    | Czas     | Miejsce  | Czas  | Miejsce | Pozycja |
| -------------- | -------------------------- | ---------- | ---------- | -------- | -------- | ----- | ------- | ------- |
| Shane Cadogan  | 50 m st. dowolnym mężczyzn | 24.71      | 1.         | NQ       | NQ       | NQ    | NQ      | 49.     |
| Mya de Freitas | 50 m st. dowolnym kobiet   | 28.57      | 4.         | NQ       | NQ       | NQ    | NQ      | 59.     |